# Центавр A
Центавр A (NGC 5128) — линзовидная галактика (S0) с полярным кольцом, находящаяся в созвездии Центавр. Это одна из самых ярких и близких к нам соседних галактик, нас от неё разделяет 12 млн св. лет, а видимый блеск галактики на небе +6,6m. По яркости галактика занимает пятое место (после Магеллановых Облаков, туманности Андромеды и галактики Треугольника).
Радиогалактика является мощнейшим источником радиоизлучения в созвездии Центавра. Это ближайшая к нам активная галактика, если бы мы могли видеть в радиодиапазоне — интенсивное излучение галактики было бы видно в виде двух огромных образований исходящих из центра галактики. 
Этот объект входит в число перечисленных в оригинальной редакции «Нового общего каталога».
3 мая 1986 года в галактике вспыхнула сверхновая SN 1986G типа Ia, её пиковая видимая звездная величина составила 12,5.

## История наблюдений
Галактику NGC 5128 открыл 29 апреля 1826 года английский астроном Джеймс Данлоп, проводивший обширные исследования южного небесного полушария на базе австралийской обсерватории, расположенной в местечке Парраматта, под Сиднеем.
В 1847 году английский учёный Джон Гершель описал её в своей обзорной работе «Очерки астрономии»:

«Два полуовала эллиптической туманности кажутся разорванными широкой тёмной полосой, идущей параллельно длинной оси овала; в середине полосы заметен слабый блеск, параллельный сторонам разрыва»
Оригинальный текст (англ.)«Two semi-ovals of elliptically formed nebula appearing to be cut asunder and separated by a broad obscure band parallel to the larger axis of the nebula, in the midst of which a faint streak of light parallel to the sides of the cut appears.» («Outlines of Astronomy», 1849) 

В 1949 году австралийский учёный Джон Болтон, совместно с Гордоном Стэнли и Брюсом Сли, доказал, что в пределах галактики NGC 5128 находится источник сильного радиоизлучения, и что эта галактика относится, таким образом, к открытому им новому классу космических объектов — радиогалактик.
В 1954 году Вальтер Бааде и Рудольф Минковский предположили, что особое строение галактики обусловлено столкновением гигантской эллиптической галактики с гораздо меньшей галактикой спирального типа.
В 1970 году, при использовании метеорологической ракеты, галактика NGC 5128 была определена как источник рентгеновского излучения, типичного для таких экзотических космических объектов, как чёрные дыры, нейтронные звезды и квазары. В 1975—1976 годах гамма-излучение галактики подтверждено с помощью телескопа системы Черенкова.
Значительно продвинуться в исследованиях NGC 5128 позволила технология орбитальных телескопов, мощность которых на порядок выше самых чувствительных телескопов, расположенных на земле.
С помощью передовой орбитальной «Обсерватории Эйнштейна» в 1979 году удалось локализовать в пределах галактики сразу несколько источников гамма-излучения. Через десять лет новый орбитальный телескоп «Хаббл» обнаружил в составе «тёмной полосы» галактики ряд «молодых» голубых гиперзвёзд. В 1999 году орбитальный телескоп «Чандра» расширил список известных источников рентгеновского излучения в составе галактики до двухсот, в то время как орбитальный телескоп «Спитцер» выявил особое строение отдельных фрагментов «тёмной полосы», хорошо видимое в инфракрасном спектре.
В первые десятилетия XXI века астрономические обсерватории по всему миру фиксировали чрезвычайно высокий уровень энергий различной природы, исходящих из галактики. Интенсивность излучений NGC 5128 служит важной основой для развития теории происхождения звёзд, звёздных туманностей и чёрных дыр.

## Галерея

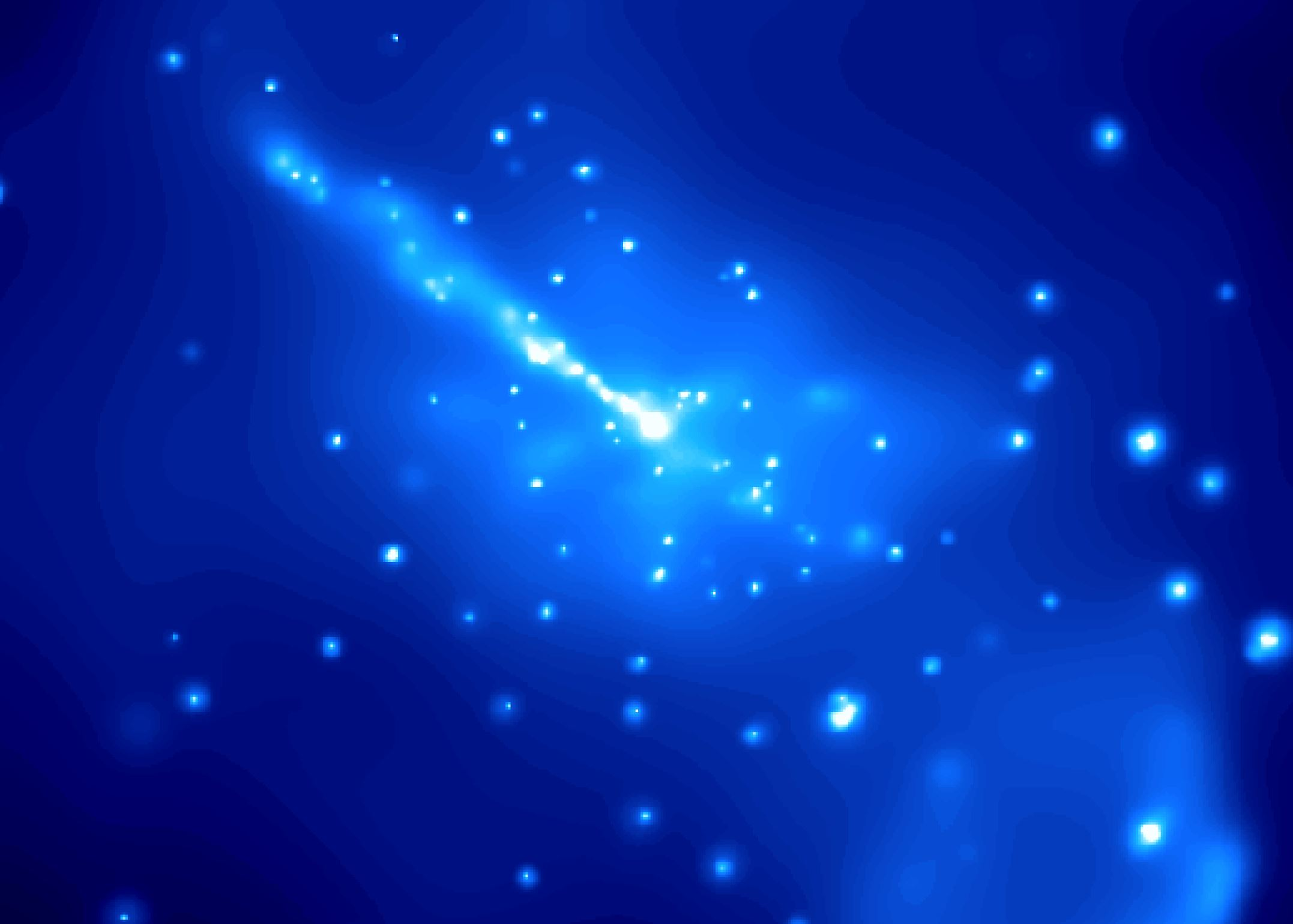
Изображение галактики в рентгеновском диапазоне
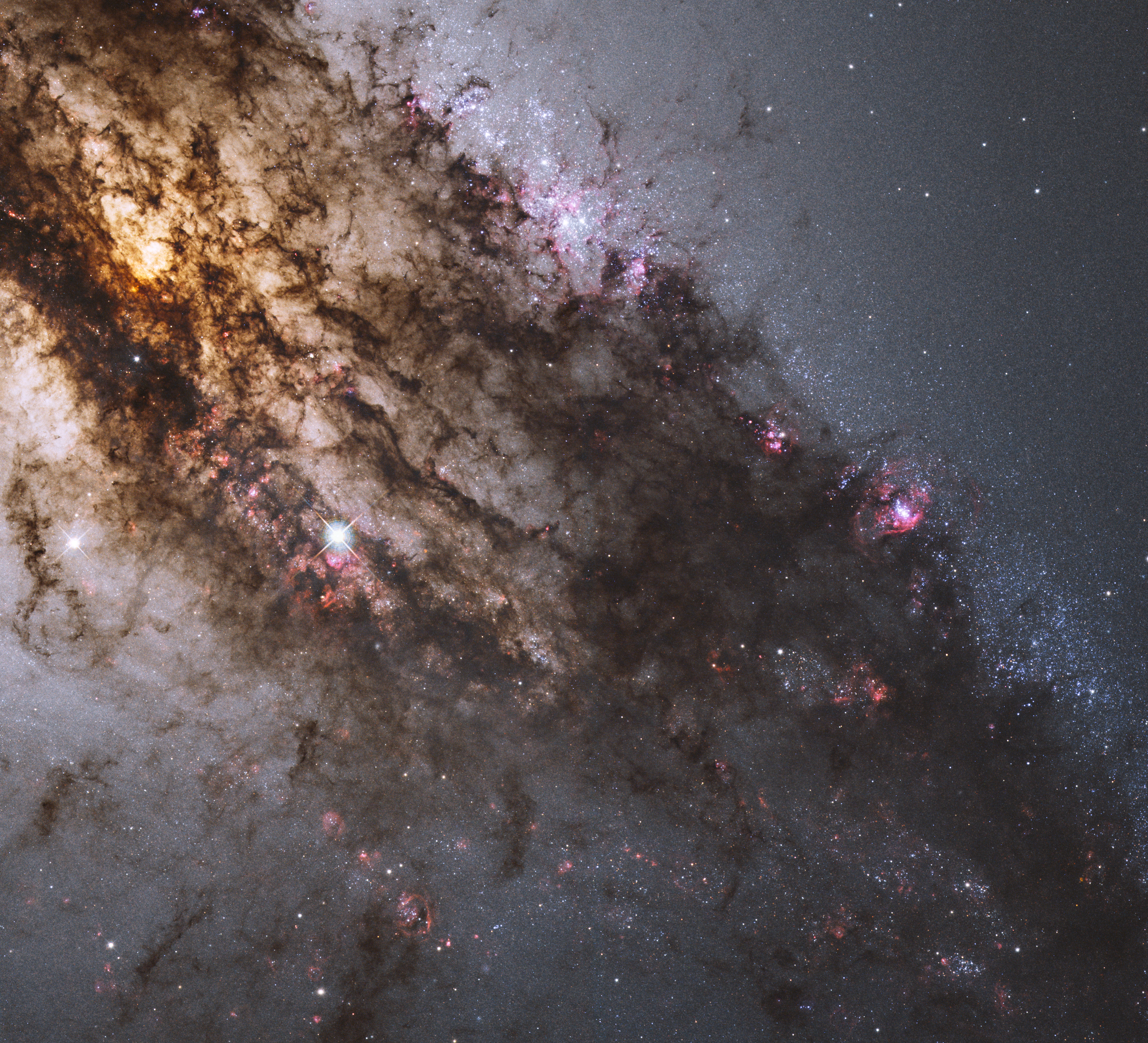
В видимом свете
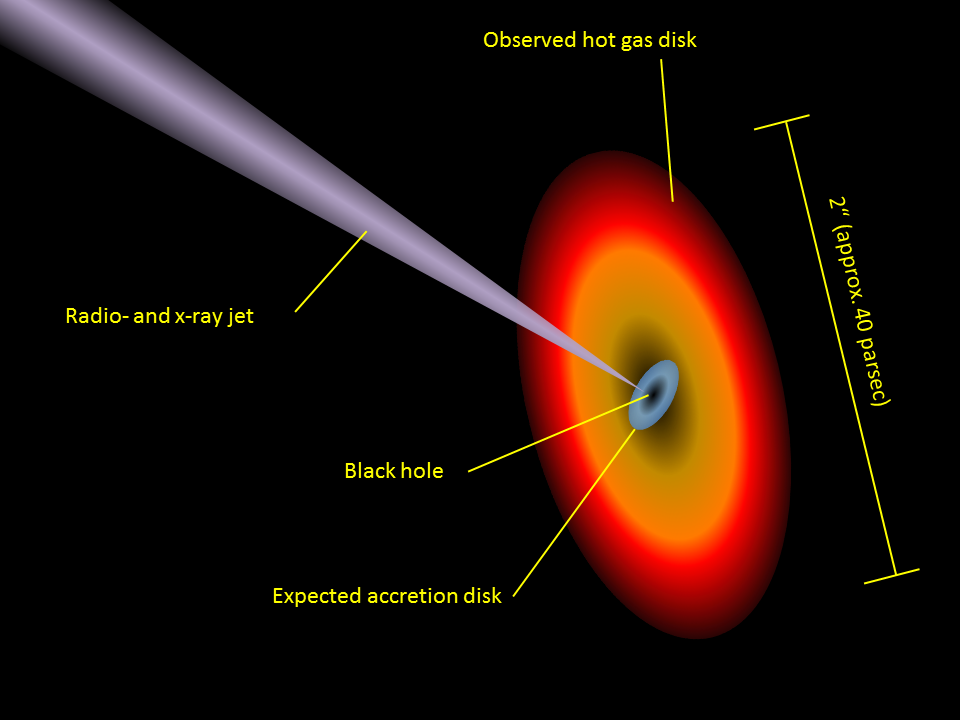
Центральная часть Галактики
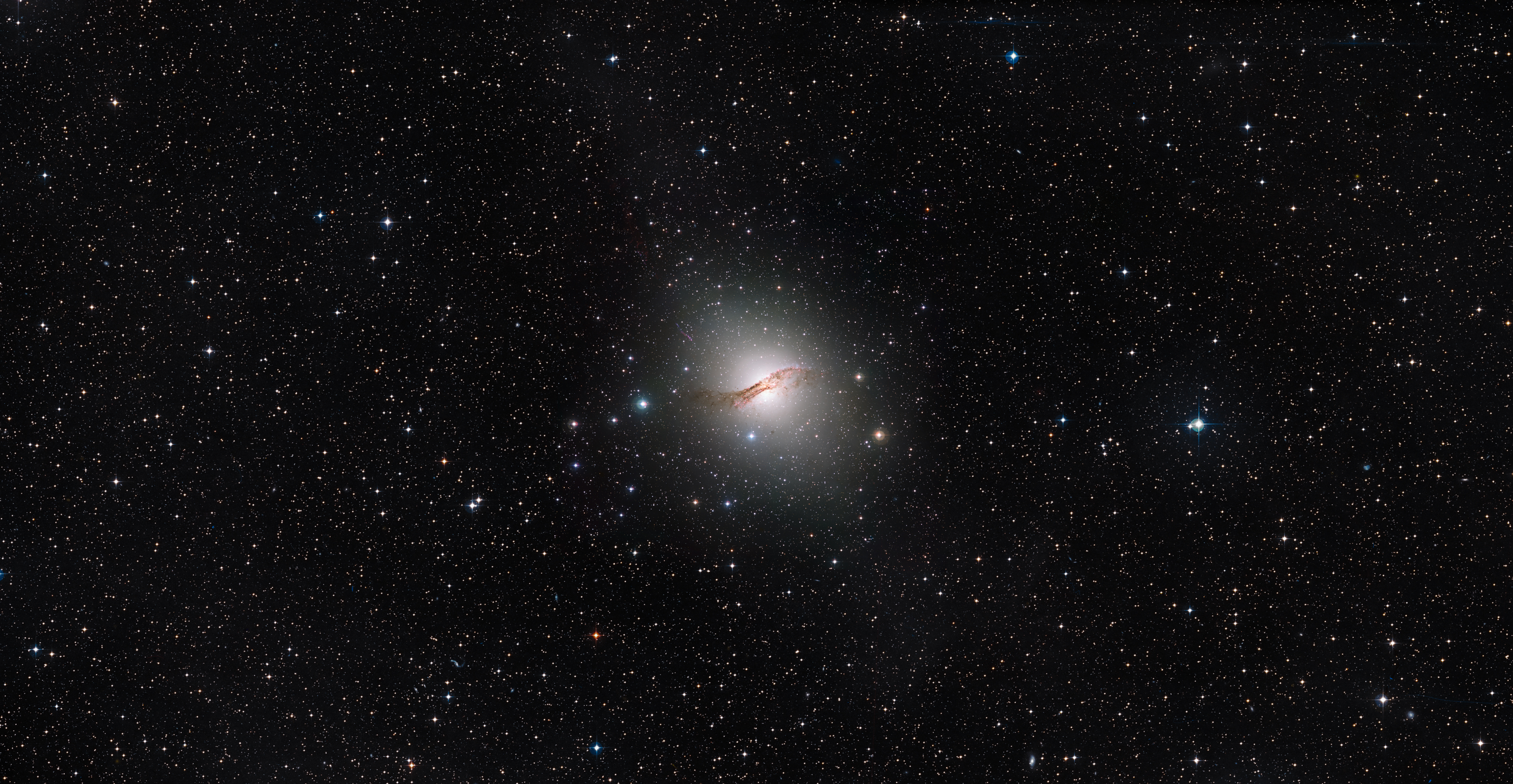
Гало звёзд галактики Центавр A
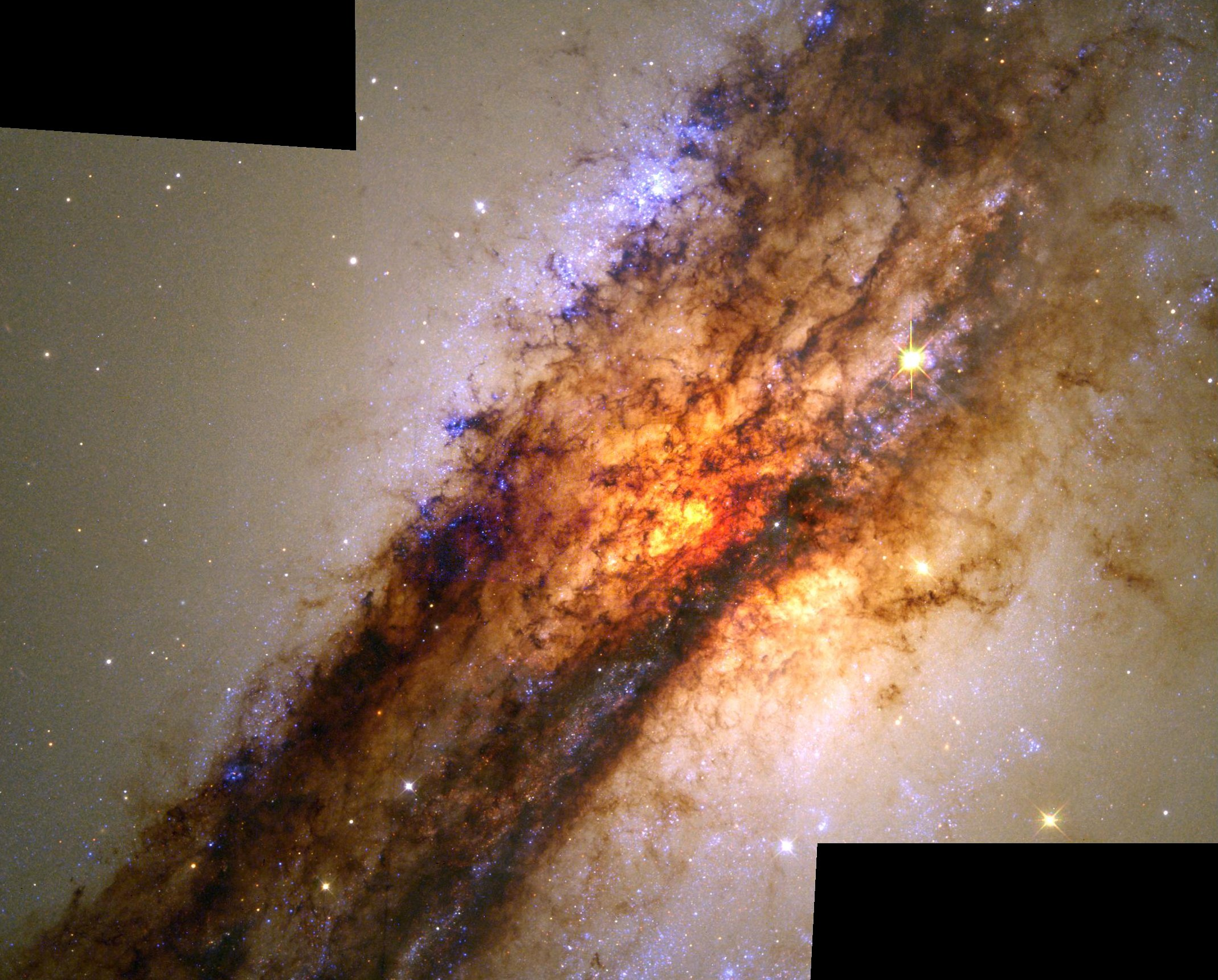
Изображение пылевого диска перед ядром Центавр А с космического телескопа Хаббла.
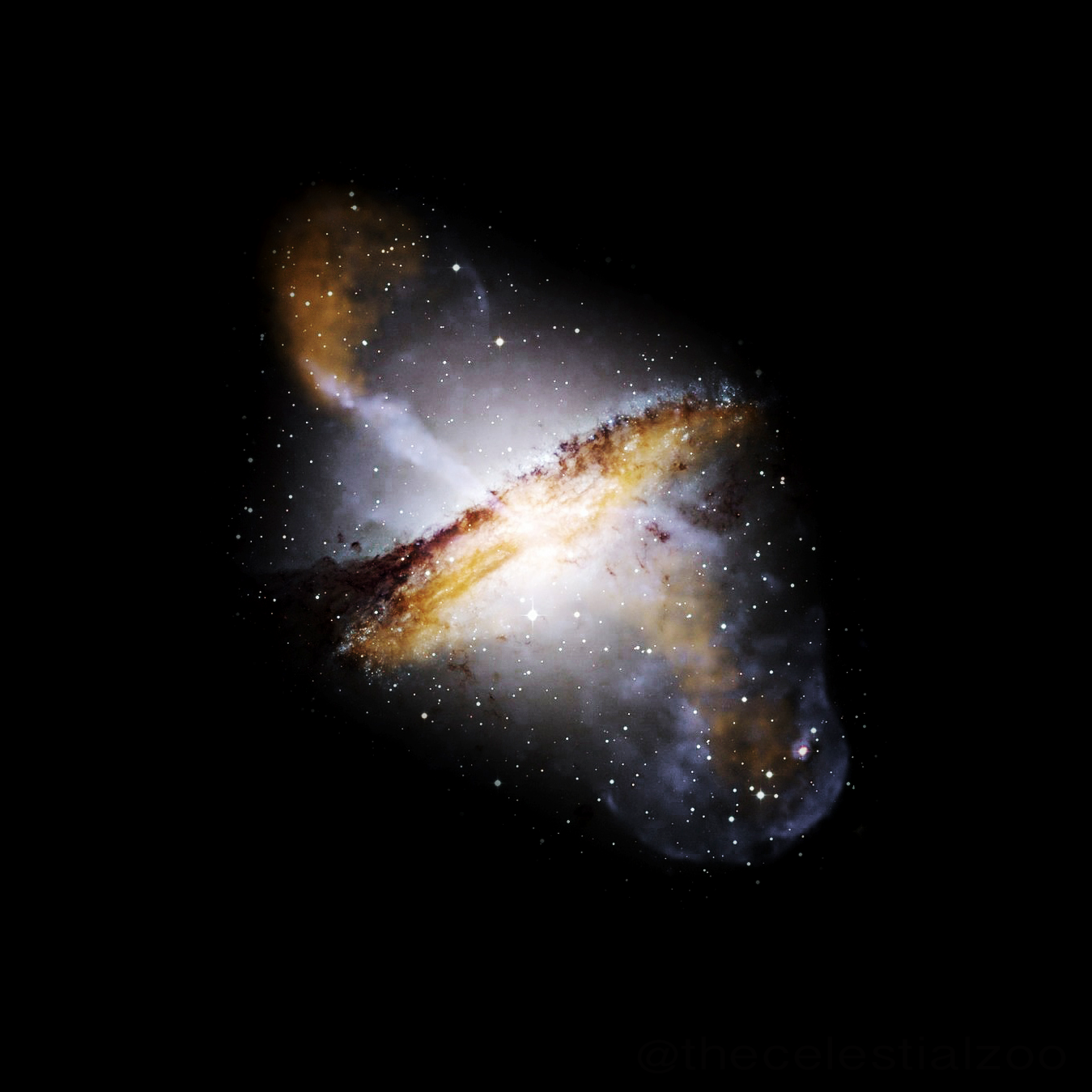
Цветное изображение галактики, состоящее из объединённых фото
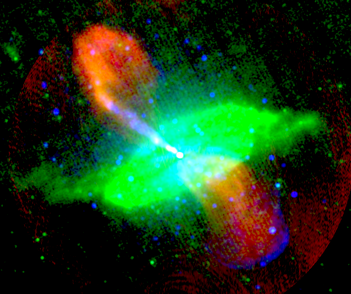
Изображение Центавр A в условном цвете, показывающее радиоволновое (красный), 24-микрометровый инфракрасный (зеленый) и рентгеновское излучение 0,5–5 кэВ (синий)
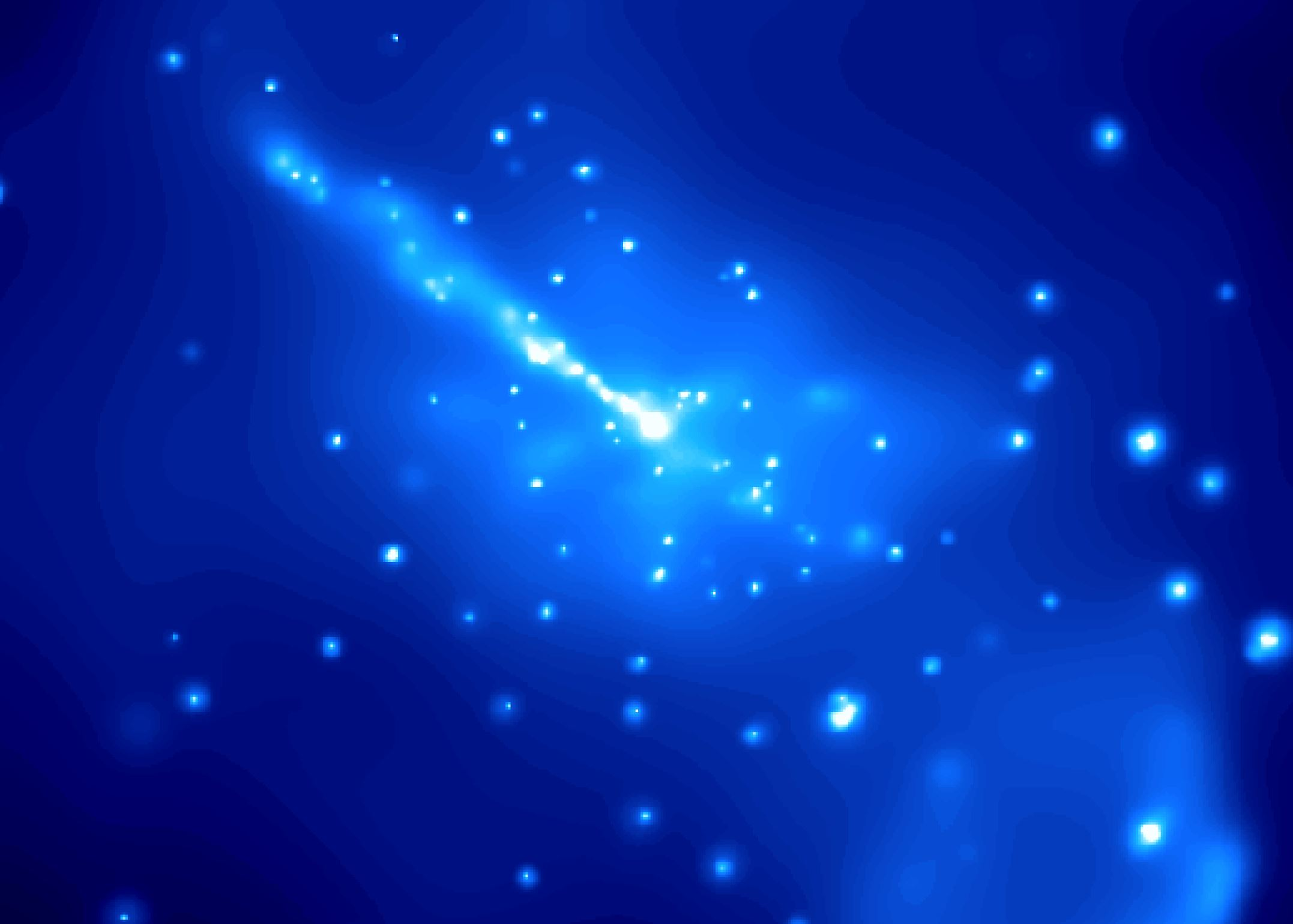
Рентгеновский снимок Центавр А в рентгеновских лучах станции Чандра, иллюстрирующий одну релятивистскую струю из центральной черной дыры